# Zygmunt Hübner

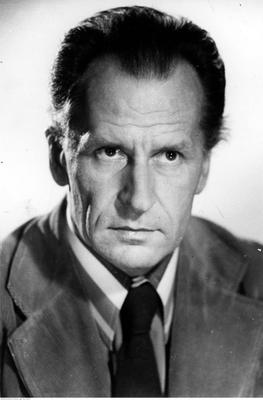
Zygmunt Hübner

Zygmunt Hübner (* 23. März 1930 in Warschau; † 12. Januar 1989 ebenda) war ein polnischer Theaterregisseur, Intendant und Schauspieler.

## Leben und Werk
Hübner absolvierte zunächst eine Schauspielausbildung an der Staatlichen Schauspielschule PWST Warschau, die er 1952 mit dem Diplom abschloss. 1953 gab er sein Debüt als Schauspieler am Polnischen Nationaltheater in Warschau. Nach dem Schauspielstudium studierte er ebenfalls an der PWST Warschau Theaterregie. Dieses Studium schloss er 1956 ab. Sein Regiedebüt gab er 1955 am Teatr Współczesny in Warschau. 1958 wurde er künstlerischer Leiter des Teatr Wybrzeże in Danzig. Er blieb Leiter des Theaters bis 1962. Unter seiner Leitung gab Filmregisseur Andrzej Wajda an dieser Bühne sein Theaterregiedebüt. 1962 wurde er Direktor des Polnischen Theaters Breslau bis 1963 und er wechselte nach Krakau, hier übernahm er die Direktion des Teatr Stary. 1970 trat er als Direktor des Theaters zurück, nachdem die sozialistischen Machthaber ihn gezwungen hatten, zwei Stücke von Ernest Bryll und Helmut Kajzar aus dem Repertoire zu nehmen. Anschließend arbeitete er als freier Regisseur an unterschiedlichen polnischen Bühnen und ging 1974 nach Warschau ans Teatr Powszechny, wo er 1977 Intendant wurde und es bis zu seinem Tode 1989 blieb. Als Schauspieler wirkte Hübner in zahlreichen Kino- und Fernsehfilmen mit.
Zygmunt Hübner gehörte zu den herausragenden Theatermachern der polnischen Nachkriegsgeschichte. Neben seinen Klassikerneuinterpretationen schuf er auch zahlreiche Inszenierungen moderner Dramen und gab als Intendant jungen Regisseuren wie Jerzy Jarocki und Konrad Swinarski die Möglichkeiten für ihr Debüt.

## Filmografie (als Darsteller, Auswahl)
- 1959: Unterseeboot Orzel (Orzeł)
- 1961: Samson
- 1966: Der Platz für einen (Miejsce dla jednego)
- 1967: Westerplatte
- 1969: Vier Panzersoldaten und ein Hund  (Fernsehserie, 1 Folge)
- 1971: Aktion Brutus (Akcja 'Brutus')
- 1976: Der Verurteilte (Skazany)
- 1976: Die Schattenlinie (Smuga cienia)
- 1979: Die Blechtrommel
- 1979: Hospital der Verklärung (Szpital przemienienia)
- 1981/87: Der Zufall möglicherweise (Przypadek)

## Filmografie (als Regisseur)
- 1972: Teenager (Seksolatki)

## Ehrungen
- 1965: Goldenes Verdienstkreuz der Republik Polen
- 1969: Orden Polonia Restituta (Ritterkreuz)